# 维克托·费奥多罗维奇·马尔金
维克托·费奥多罗维奇·马尔金（俄语：Виктор Фёдорович Маркин，羅馬化：Viktor Fyodorovich Markin，1957年2月23日—），出生于新西伯利亚州烏斯季塔爾卡區，前苏联男子田径运动员。他曾在1980年夏季奥运会田径比赛中获得男子400米和4×400米接力金牌。